# Sarasota
Sarasota é uma cidade localizada no estado americano da Flórida, no condado de Sarasota, do qual é sede. Foi incorporada em 1902. Localiza-se no sudoeste do estado. A sua aglomeração, que inclui a cidade de Bradenton, tem cerca de 57,3 mil habitantes. Também muito conhecida no Brasil, por ter sido a cidade que o comentarista esportivo Paulo Antunes cresceu, citando várias vezes em suas transmissões, inclusive após soltar seus costumeiros latidos.

## Geografia
De acordo com o United States Census Bureau, a cidade tem uma área de 65,3 km², onde 38 km² estão cobertos por terra e 27,3 km² por água.

### Localidades na vizinhança
O diagrama seguinte representa as localidades num raio de 8 km ao redor de Sarasota.

## Demografia
Segundo o censo nacional de 2010, a sua população é de 51 917 habitantes e sua densidade populacional é de 1 367,3 hab/km². É a localidade mais densamente povoada do condado de Sarasota. Possui 29 151 residências, que resulta em uma densidade de 767,7 residências/km².

## Geminações
- Tel Mond, Distrito Norte, Israel
- Vladimir, Oblast de Vladimir, Rússia
- Perpinhã, Pirenéus Orientais, França
- Hamilton, Ontário, Canadá
- Treviso, Vêneto, Itália
- Mérida, Iucatã, México
- Dunfermline, Fife, Escócia[6]
- Siming, Fujian, República Popular da China [7]
- Santo Domingo, Distrito Nacional, República Dominicana[8][9]